# Windows Hardware Quality Labs
Windows Hardware Quality Labs (WHQL) – system certyfikacji zestawów oraz podzespołów komputerowych służący potwierdzeniu ich pełnej kompatybilności z systemami operacyjnymi rodziny Microsoft Windows. Za pomocą panelu DirectX można sprawdzić, które sterowniki podpisane są cyfrowo (WHQL). Wystarczy kliknąć w menu Start → uruchom i wpisać „dxdiag”.